# Opel 4/8 PS
O Opel 4/8 PS ou conhecido como carro do doutor (Doktorwagen em alemão) é um automóvel da montadora alemã Opel.

## Veículo
O Opel 4/8 PS foi construído especialmente para a classe média. O carro de dois lugares era pequeno e ágil, comparado a outros carros da época, e foi usado por muitos médicos para atendimento de chamadas domésticas, motivo pelo veículo rapidamente adquiriu o apelido de "carro do doutor". O baixo preço de 3.950 marcos fez com que fosse um modelo de muito sucesso.
O carro do doutor foi o primeiro carro da Opel, que trazia as inscrições da Opel no radiador.
A Opel fez campanha para o Type 4/8 PS (hp) com declarações como "mecanismo simples", "incrivelmente fácil de usar" e, acima de tudo: "sem utilizar um chofer".

## Motor
O Opel 4/8 PS é impulsionado por um motor de quatro cilindros refrigerado a água, com um deslocamento de 1029 cc. O desempenho é de oito cavalos-vapor, atingindo uma velocidade máxima de 60 km/h.